# Exhalación

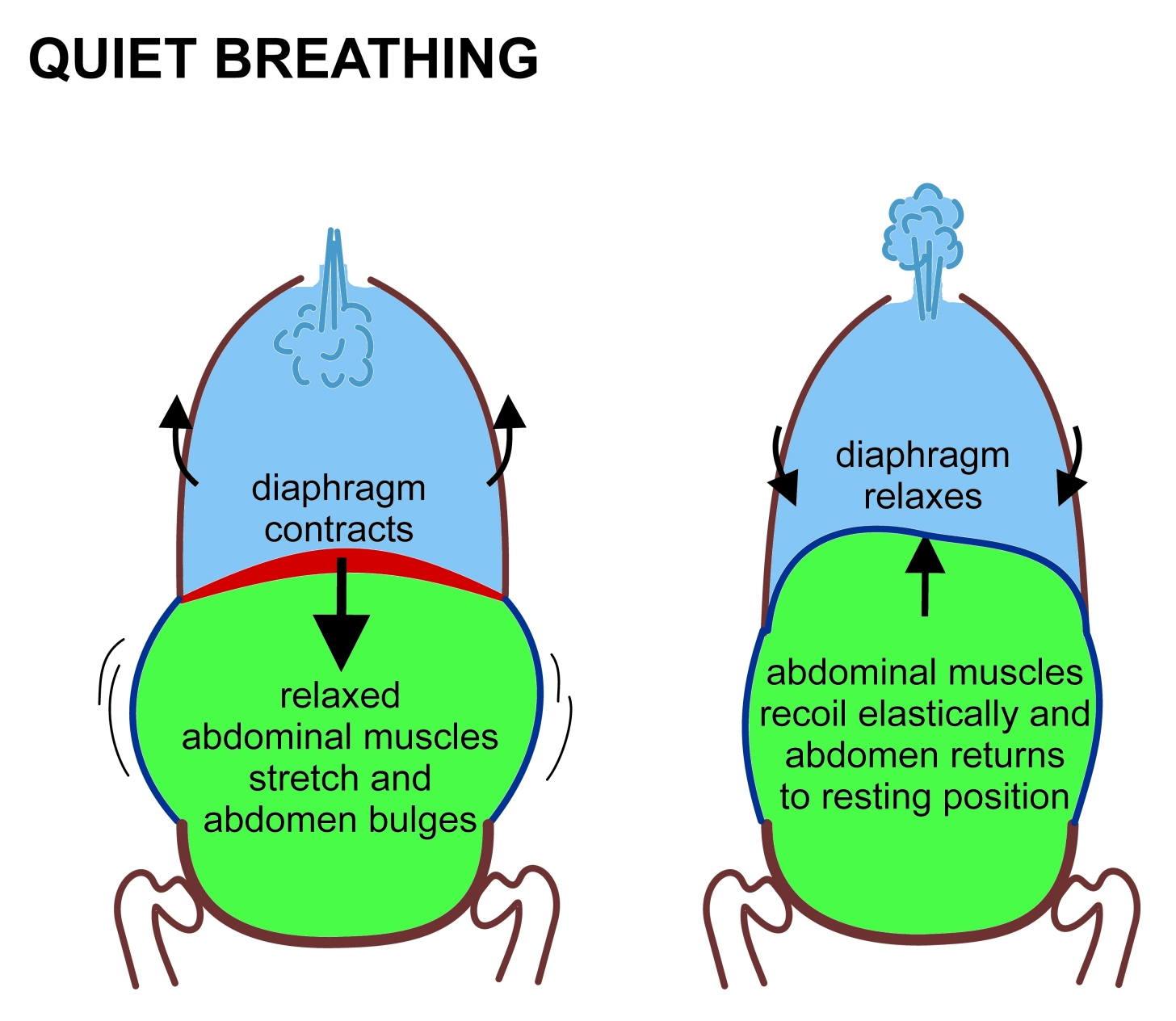
Cuando el diafragma se contrae los músculos abdominales relajados se estiran y el abdomen se abulta.Y cuando el diafragma se relaja, los músculos abdominales retroceden elásticamente y el abdomen vuelve a posición de reposo.

La exhalación o espiración consiste en la salida del aire de los pulmones, es por tanto el fenómeno opuesto a la inhalación. Es una fase pasiva de la respiración, porque el tórax se retira y disminuyen todos sus diámetros, sin intervención de la contracción muscular, volviendo a recobrar el tórax su forma anterior. Los músculos puestos en juego, al dilatarse el tórax, se relajan en esta fase; las costillas vuelven a su posición inicial así como el diafragma.
La espiración se considera como un fenómeno pasivo, no obstante, si se trata de una espiración forzada sería activo, puesto que intervienen en este acto los músculos intercostales internos y los músculos abdominales.
En los accesos de tos se contrae también el músculo dorsal ancho. Se produce la salida de aire con rapidez, lo que facilita la expulsión de mucosidades y objetos extraños que podrían obstruir las vías respiratorias.

## Espiración y diferencia con expiración
No se debe confundir la espiración o exhalación con la expiración, ya que este último término se refiere a la última espiración que da una persona, siendo entonces sinónimo de muerte o fallecimiento.